# State Champs
Gli State Champs sono un gruppo musicale pop punk statunitense, formatosi ad Albany nel 2010. Sono sotto contratto con la Pure Noise Records, con la quale hanno pubblicato cinque album in studio.

## Storia
La band è stata formata nella primavera del 2010 ad Albany dal chitarrista Tyler Szalkowski e dal cantante Derek DiScanio.  Il nome del gruppo (letteralmente: "Campioni dello Stato") risale a un evento risalente alle superiori: appena formata la band la squadra di basket femminile del liceo di Derek DiScanio aveva vinto il campionato statale e il primo giorno di prove il cantante fece una festa per le ragazze. Poco dopo la costituzione hanno pubblicato un EP con cinque tracce, 2010, che è stato seguito dal secondo EP auto-pubblicato, Apparently, I'm Nothing, il 1º gennaio 2011 Il 19 aprile 2012, è stato annunciato che il gruppo ha firmato un contratto con la Pure Noise Records.
Overslept è stato pubblicato digitalmente il 10 settembre 2012.
Il loro album di debutto, The Finer Things, è stato pubblicato l'8 ottobre 2013. Ha debuttato al secondo posto nella classifica Top Heatseekers di Billboard vendendo poco più di 3 100 copie nella prima settimana di pubblicazione. La band ha supportato i Motion City Soundtrack e i Bayside insieme ai What's Eating Gilbert in un tour nel Nord America. Nel 2014 ha aperto i concerti del tour dei We Are The In Crowd insieme a William Beckett, Set It Off e Candy Hearts. In seguito ha fatto da supporto per i The Wonder Years e gli A Loss for Words.
La band si è esibita sul palco Kevin Says al Vans Warped Tour 2014, occasionalmente suonando sul palco Kia Soul. Durante il tour è stato annunciato che nel 2014 avrebbero fatto un Pure Noise Records Tour con gli Handguns, supportati da Forever Came Calling, Front Porch Step, Heart to Heart e Brigades. Il 7 ottobre 2014 la band ha pubblicato un EP acustico intitolato The Acoustic Things, che presenta le versioni acustiche di 5 tracce di The Finer Things e 2 inedite.
Hanno aperto i concerti degli All Time Low per il loro Future Hearts tour nella primavera del 2015 e dei 5 Seconds of Summer nel giugno 2015 in Australia. Il 15 luglio la band ha annunciato che il loro secondo album, Around the World and Back, sarebbe stato pubblicato il 16 ottobre 2015.
La band ha fatto un tour assieme ai Neck Deep nel febbraio 2016, con il supporto dei Creeper e dei Light Years.

## Stile musicale
Lo stile musicale degli State Champs è stato descritto come pop punk.

## Formazione

### Formazione attuale
- Derek DiScanio – voce (2010–presente)
- Tyler Szalkowski – chitarra, cori (2010–presente)
- Ryan Scott Graham – basso, cori (2014–presente)
- Evan Ambrosio – batteria (2012–presente)

### Ex componenti
- William Goodermote – basso (2010–2013)
- Dave Fogarty – chitarra (2010–2011)
- Matt Croteau – batteria (2010–2012)
- Tony "Rival" Diaz – chitarra (2012–2020)

## Discografia

### Album in studio
- 2013 – The Finer Things
- 2015 – Around the World and Back
- 2018 – Living Proof
- 2022 – Kings of the New Age
- 2024 – State Champs

### EP
- 2010 – 2010
- 2011 – Apparently, I'm Nothing
- 2012 – Overslept
- 2014 – The Acoustic Things
- 2020 – Unplugged

### Singoli
- 2013 – Critical
- 2013 – Elevated
- 2013 – Easy Enough
- 2013 – Hard to Please
- 2015 – Secrets
- 2015 – Losing Myself
- 2015 – All You Are Is History
- 2017 – Slow Burn
- 2018 – Dead and Gone
- 2018 – Crystal Ball
- 2018 – Mine Is Gold
- 2019 – Where I Belong (con i Simple Plan, feat. We the Kings)
- 2020 – Crying Out Loud
- 2020 – Criminal (acoustic)
- 2020 – 10 AM
- 2021 – Just Sound
- 2021 – Outta My Head
- 2021 – Chicago is so Two Years Ago (cover dei Fall Out Boy)
- 2021 – Ordinary Christmas
- 2022 – Everybody but You (feat. Ben Barlow)
- 2022 – Eventually
- 2022 – Act Like That (acoustic)
- 2022 – Outta My Head (acoustic)
- 2024 – Silver Cloud
- 2024 – Too Late to Say

### Apparizioni in compilation
- 2014 – Punk Goes Pop 6, con Stay the Night (cover di Zedd e Hayley Williams)
- 2017 – Punk Goes Pop 7, con Stitches (cover di Shawn Mendes)
- 2018 – 2018 Warped Tour Compilation, con Slow Burn
- 2019 – Songs That Saved My Life Vol.2, con Real World (cover dei Matchbox Twenty)